# Souris-Elmira
Pour les articles homonymes, voir Souris et Elmira.
Circonscription électorale provinciale du Canada
Souris-Elmira est une circonscription électorale provinciale de l'Île-du-Prince-Édouard (Canada). La circonscription est créée en 1996 à partir de la 1er Kings et des portions de la 2e Kings et de la 5e Kings.

## Liste des députés
| Souris-Elmira                                                    | Souris-Elmira  | Souris-Elmira             | Souris-Elmira   | Souris-Elmira | Souris-Elmira |
| Nom                                                              | Nom            | Parti                     | Mandat          | Législature   |               |
| ---------------------------------------------------------------- | -------------- | ------------------------- | --------------- | ------------- | ------------- |
| Pour la période 1873-1996, voir 1er Kings, 2e Kings et 5e Kings. |                |                           |                 |               |               |
|                                                                  | Andy Mooney    | Progressiste-conservateur | 1996 - 2000     | 60e           |               |
|                                                                  | Andy Mooney    | Progressiste-conservateur | 2000 - 2003     | 61e           |               |
|                                                                  | Andy Mooney    | Progressiste-conservateur | 2003 - 2007     | 62e           |               |
|                                                                  | Allan Campbell | Libéral                   | 2007 - 2011     | 63e           |               |
|                                                                  | Colin LaVie    | Progressiste-conservateur | 2011 - 2015     | 64e           |               |
|                                                                  | Colin LaVie    | Progressiste-conservateur | 2015 - 2019     | 65e           |               |
|                                                                  | Colin LaVie    | Progressiste-conservateur | 2019 - 2023     | 66e           |               |
|                                                                  | Robin Croucher | Progressiste-conservateur | 2023 - en cours | 67e           |               |

## Géographie
La circonscription comprend la ville de Souris.